# Macaco-rato-da-sumatra
O Macaco-rato-da-sumatra (Simian raticus) é uma grotesca criatura fictícia criada pelo diretor Peter Jackson para seu filme de terror/comédia trash, Dead Alive (também conhecido como Fome Animal, no Brasil). Segundo o filme, o animal somente é encontrado na Ilha da Caveira, uma ilha fictícia inspirada diretamente no clássico King Kong de 1933, o filme favorito de Jackson.
O Macaco Rato de Sumatra (de acordo com um funcionário do zoológico no filme) é resultado do cruzamento de pequenos macacos selvagens e de pragas de ratos gigantes que atravessaram o continente pelo mar, e ao chegarem em terra começaram a "violentar" os macacos.
O híbrido bizarro resultado dessas uniões só aparece uma vez, no filme.
Trata-se de uma criatura quase sem pêlos, com olhos grandes. Lembra muito mais um rato do que um macaco. Ele é carnívoro e morde praticamente qualquer coisa que passe perto de sua boca.

## Mordida
Sua mordedura, aliás, é o aspecto mais peculiar da criatura. Uma única mordida torna-se fatal, com um simples arranhão ficando infeccionado e purulento de um dia para outro. Então a vítima entra num estado de coma e morre, voltando da morte alguns minutos depois. O cadáver revivido da vítima mordida é voraz e inumano, sendo guiado por nada mais que seus instintos primitivos básicos.
A única cura conhecida para a mordida do Macaco Rato é a amputação da área afetada.

## Informações adicionais
A mordida amaldiçoada do animal é conhecida pelos tribais nativos da região como "Sengaya" ou simplesmente "A Mordida".
Apesar de não aparecer na tela, uma caixa com a inscrição "Macaco Rato de Sumatra - Cuidado com a mordida!" pode ser vista no começo do filme King Kong de 2005. Fica clara a referência feita por Peter Jackson a seu antigo filme, que assim como a refilmagem do clássico de 1933, também envolve uma viagem à Ilha da Caveira. 
Ele ainda é mencionado num dos livros que acompanharam o lançamento estadunidense de King Kong. No livro "The World of Kong: A Natural History of Skull Island" (Mundo de Kong: História Natural da Ilha da Caveira), há uma nota dizendo que o Macaco Rato vive nas ravinas da ilha, se alimentando de restos.

## Conexões
Um "rato gigante de Sumatra" é mencionado no livro de contos de Sherlock Holmes "A Vampira de Sussex e Outras Aventuras", escrito por Arthur Conan Doyle em 1924.